# Jan Bílý
Jan Evangelista Bílý (9. prosince 1819 Dolní Kounice – 29. března 1888 Dolní Loučky) byl český římskokatolický kněz, publicista a politik, v 2. polovině 19. století poslanec Říšské rady.

## Biografie
Byl synem řeznického mistra v Dolních Kounicích. Vychodil obecnou školu v rodné obci. Ve věku 12 let ho rodiče ve strachu před epidemií cholery odvezli do Brna. V Brně pak studoval. Od mládí se vzdělával v německém jazyce, ale hlásil se k českým vlastencům. Ovlivnili ho Tomáš Procházka, Beneš Metod Kulda nebo spolužák z brněnských studií Karel Šmídek. Od roku 1839 studoval bohosloví v brněnském alumnátě a připravoval se na kněžství. Jeho zpovědníkem zde byl Jindřich Šimon Baar. Vyučoval ho František Sušil. Během studia v alumnátu publikoval první článek v Časopisu katolického duchovenstva. V srpnu 1843 byl vysvěcen na kněze.
Po nástupu do funkce duchovního obdržel dar s podmínkou, že ho využije k dalšímu studiu. Vystudoval teologii na Karlo-Ferdinandově univerzitě v Praze a 12. května 1853 byl promován na doktora teologie. Jako kněz působil nejprve v Židlochovicích, od roku 1845 v Brně, kde byl kaplanem při kostele sv. Jakuba Staršího. Zde pracoval na spisu o církevních dějinách. Po jistou dobu se tehdy léčil s žaludečními komplikacemi. Jeho kniha pak vyšla v roce 1847 (Děje svaté katolické církve), druhý díl roku 1854 v Praze. Přispíval do katolických časopisů. Po léčení se vrátil jako kaplan do Židlochovic. Během revoluce roku 1848 se účastnil Slovanského sjezdu v Praze. Spolu s kolegou J. Fáborským agitoval proti volbám do celoněmeckého parlamentu ve Frankfurtu, za což si vysloužil kritiku od nadřízených. Identifikoval se s českým národním hnutím, ovšem trval na katolickém světonázoru. Roku 1850 inicioval utvoření vlastenského katolického sdružení Dědictví sv. Cyrilla a Methoděje, na kterém se pak podíleli i další česky orientovaní duchovní jako František Sušil. Koncem roku 1851 přešel na post kaplana do Tišnova. Později působil v Předklášteří. Zde pokračoval v publicistické činnosti. Psal knihu Dějepis swaté katolické Církwe. Biskupská konzistoř knihu kritizovala, ale přesto byla vydána. V roce 1859 vydal v Brně vlastním nákladem spisek Poswátné místo Wranow na Morawě.
Už v 50. letech zasedal jako poslanec na Moravském zemském sněmu (tehdy šlo ještě o stavovské shromáždění, nikoliv zákonodárný sbor parlamentního typu). V roce 1860 byl jmenován předsedou Oddělení pro katolické jednoty jazyka slovanského na generální schůzi katolíků z celé německé říše konané v Praze.
Po obnovení ústavního systému vlády byl v zemských volbách v roce 1861 zvolen za poslance Moravského zemského sněmu za kurii venkovských obcí, obvod Brno, Tišnov, Ivančice. Zemský sněm ho delegoval i do Říšské rady (tehdy ještě volené nepřímo) za kurii venkovských obcí (jako jednoho z mála etnicky českých poslanců z Moravy). Rezignace na mandát byla oznámena na schůzi 22. listopadu 1864.
V roce 1863 se podílel na oslavách tisíci let příchodu Cyrila a Metoděje na Moravu. Jako jediný kněz z brněnské diecéze se účastnil vysvěcení kostela svatého Cyrila a Metoděje v Karlíně. V 60. letech rovněž v Předklášteří psal studii Život Pána našeho Ježíše Krista. Roku 1864 mu brněnský biskup udělil titul konzistorního rady. Byl členem mnoha spolků a nadále publikoval v denním tisku. Od roku 1872 působil v Loučkách. Vyučoval ve škole a věnoval se kněžskému povolání. Psal své paměti. Zemřel 29. března 1888 poté, co se při cestě do Tišnova nachladil a rozvinul se u něj zápal plic.